# 12. Goya-gála
A 12. Goya-gála során az 1997-ben bemutatott spanyol filmeket értékelték. A jelölteket az Academy of Cinematographic Arts and Sciences of Spain választotta ki. A madridi Palacio Municipal de Congresosban tartott ceremóniát az Televisión Española közvetítette 1998. január 31-én. A műsor házigazdája El Gran Wyoming volt. A gála során Rafael Azcona kapta meg a tiszteletbeli Goya-díjat.

## Győztesek és jelöltek
A nyertesek félkövérrel jelölve.

### Fő díjak
| Legjobb film | Legjobb rendező |
| --- | --- |
| - A szerencsecsillag - Martin H - A szív titkai                                                                                      | - Ricardo Franco — A szerencsecsillag - Adolfo Aristarain — Martin H - Montxo Armendáriz — A szív titkai                                         |
| Legjobb férfi főszereplő | Legjobb női főszereplő |
| - Antonio Resines — A szerencsecsillag - Javier Bardem — Eleven hús - Jordi Mollà — A szerencsecsillag                               | - Cecilia Roth — Martin H - Julia Gutiérrez Caba — A felhők színe - Maribel Verdú — A szerencsecsillag                                           |
| Legjobb férfi mellékszereplő | Legjobb női mellékszereplő |
| - José Sancho — Eleven hús - Antonio Valero — A felhők színe - Juan Jesús Valverde — Las ratas                                       | - Charo López — A szív titkai - Ángela Molina — Eleven hús - Vicky Peña — A szív titkai                                                          |
| Legjobb eredeti forgatókönyv | Legjobb adaptált forgatókönyv |
| - A szerencsecsillag — Ricardo Franco, Ángeles González Sinde - Család — Fernando León de Aranoa - A szív titkai — Montxo Armendáriz | - A Titanic szobalánya — Cuca Canals, Bigas Luna - Actrius — Josep Maria Benet i Jornet, Ventura Pons - Hátsó utakon — Ignacio Martínez de Pisón |
| Legjobb új színész | Legjobb új színésznő |
| - Andoni Erburu — A szív titkai - Manuel Manquiña — Airbag - Fernando Ramallo — Hátsó utakon                                         | - Isabel Ordaz — Chevrolet - Paulina Gálvez — Retrato de mujer con hombre al fondo - Blanca Portillo — A felhők színe                            |
| Legjobb iberoamerikai film | Legjobb európai film |
| - Az Éden hamvai — Argentína - Última llamada — Mexikó - Amor vertical — Kuba                                                        | - Alul semmi — Egyesült Királyság - Fújhatjuk! — Egyesült Királyság - Az angol beteg — Egyesült Királyság                                        |
| Legjobb új rendező | Legjobb animációs film |
| - Fernando León de Aranoa — Család - David Alonso, Fernando Cámara — Memorias del ángel caído - Mireia Ros — La Moños                | - Megasónicos |

### Egyéb díjak
| Legjobb operatőr | Legjobb vágás |
| --- | --- |
| - A felhők színe — Jaume Peracaula - A Titanic szobalánya — Patrick Blossier - En brazos de la mujer madura — José Luis Alcaine                                                                                                  | - Airbag — Pablo Blanco - A felhők színe — José María Biurrun - A szív titkai — Rosario Sáinz de Rozas                                                                    |
| Legjobb látványtervezés | Legjobb gyártásvezető |
| - A szív titkai — Félix Murcia - A felhők színe — Antonio Cortés Forteza-Rey - En brazos de la mujer madura — Josep Rosell i Palau                                                                                               | - Démoni szeretők — José Luis Escolar - A Titanic szobalánya — Roberto Manni - A comanche-zóna — Yousaf Bokhari                                                           |
| Legjobb hang | Legjobb vizuális effektusok |
| - A szív titkai — Gilles Ortion, Alfonso Pino, Bela María da Costa - A boldogság ideje — Daniel Goldstein, Ricardo Steinberg, Eduardo Fernández - Martin H — Daniel Goldstein, Ricardo Steinberg, Carlos Garrido, Ángel Gallardo | - Airbag — Juan Ramón Molina García - A Titanic szobalánya — Roberto Ricci - A comanche-zóna — Reyes Abades, Emilio Ruiz del Río                                          |
| Legjobb jelmeztervezés | Legjobb smink |
| - A Titanic szobalánya — Franca Squarciapino - Démoni szeretők — María Estela Fernández, Glenn Ralston - Garcia Lorca eltűnése — León Revuelta                                                                                   | - Démoni szeretők — José Quetglás, Mercedes Guillot - Garcia Lorca eltűnése — Miguel Sesé, Francisca Guillot - La herida luminosa — Cristóbal Criado, Alicia López Medina |
| Legjobb rövidfilm | Legjobb eredeti filmzene |
| - Cazadores - Campeones - En medio de ninguna parte - Hola, mamá - Pasaia | - A szerencsecsillag — Eva Gancedo - Démoni szeretők — Simon Boswell - Tic Tac — José Manuel Pagán                                                                        |

## Fordítás
- Ez a szócikk részben vagy egészben  a(z)   12nd Goya Awards című angol Wikipédia-szócikk fordításán alapul.  Az eredeti cikk szerkesztőit annak laptörténete sorolja fel. Ez a jelzés csupán a megfogalmazás eredetét és a szerzői jogokat jelzi, nem szolgál a cikkben szereplő információk forrásmegjelöléseként.